# Knetterende Schedels (film)
Knetterende Schedels is een Belgische verfilming uit 2016/2017 van het gelijknamige boek van Roger van de Velde. Regisseur  Kris Verdonck en zijn ploeg draaiden de film in dezelfde gevangenis als waar de Van de Velde Knetterende Schedels meemaakte en neerpende. Journalist Roger van de Velde zat tien jaar lang in de psychiatrie en in de gevangenis omwille van een verslaving aan pijnstillers. Daar berichtte hij over in kortverhalen en in het pamflet Recht op Antwoord. Samen met bewaard gebleven brieven vormen ze de bron van het scenario van de kortfilm.
De hoofdrollen worden gespeeld door Dries De Win en Sam Bogaerts. Belangrijke bijrollen zijn er o.a. voor Sara De Bosschere en de Antwerpse kunstenaar/performer Ludo Mich.
Knetterende Schedels is de eerste Belgische film die in een bestaande gevangenis werd gedraaid. Deze unieke locatie speelt een belangrijke rol in de film. Tijdens het draaien was de ploeg onderworpen aan dezelfde veiligheidsregels als bezoekers en gedetineerden. Zo mocht niemand een gsm of ander communicatietoestel op zak hebben en werd alles wat binnen of buiten ging gecontroleerd. 
Om het scenario te kunnen schrijven, deed Kris Verdonck research in het archief van het Letterenhuis. Daar worden honderden brieven van Roger van de Velde bewaard, sommige nog beter geschreven dan het gekende gepubliceerde werk.

## Verhaal
Knetterende Schedels vertelt het verhaal van Roger Van de Velde. Stadsjournalist in Antwerpen, die op zijn 36ste onschuldig veroordeeld, gek werd verklaard en geïnterneerd. Hij verbleef tot enkele dagen voor zijn dood bijna tien jaar achter de tralies en in gekkenhuizen, en berichtte daarover in enkele boeken en vele brieven.

## Rolverdeling
| Acteur             | Personage          |
| ------------------ | ------------------ |
| Dries De Win       | Roger van de Velde |
| Sam Bogaerts       | Evarist            |
| Sara De Bosschere  | Rosa               |
| Vincent Van Meenen | Suzapoulos         |
| Ludo Mich          | Gerard             |
| Jacques de Bock    | Stukken en Brokken |
| Lander Cornelis    | Jules              |
| Roel Van den dries | Bewaker            |